# Draconarius abbreviatus
Draconarius abbreviatus là một loài nhện trong họ Amaurobiidae.
Loài này thuộc chi Draconarius. Draconarius abbreviatus được Pakawin Dankittipakul & Jia-Fu Wang miêu tả năm 2003.